# قلعه توتنگی مسه
بقایای قلعه توتنگی مسه مربوط به دوره ساسانیان است و در شهرستان بوانات، بخش مرکزی، دهستان سیمکان، ۵۰۰ متری شمال روستای قلعه مسه واقع شده و این اثر در تاریخ ۲۶ اسفند ۱۳۸۶ با شمارهٔ ثبت ۲۱۸۷۵ به‌عنوان یکی از آثار ملی ایران به ثبت رسیده است.